# Eupithecia detritata
Eupithecia detritata es una especie de polilla de la familia Geometridae. La especie fue descrita por primera vez por Otto Staudinger habiendo sido descrita en 1897, con distribución en la China. El sintipo de la especie fue descrita en los alrededores de Vladivostok. Es una polilla pequeña, con una envergadura de unos 22 milímetros (0,9 plg). El color de fondo de las alas es grisáceo.